# Съпруга на Чака
Съпругата на Чака е българска принцеса с неизвестно име, дъщеря на Георги I Тертер и на съпругата му Мария Тертер.

## Живот
През 1285 г. татарска конница преминава Дунав и подлага на опустошение българските земи. Това е второто поред нашествие над България и цар Георги I Тертер е принуден да се признае за татарски васал. Решението му е скрепено с брак между сина на Ногай – Чака и царската дъщеря.
След смъртта на татарския темник в Златната орда започват междоусобни войни. За кратко през 1299 г. Чака е хан, но претендентът за короната Токту с войските си успява да прогони след няколкомесечно управление Чака. Както пище Георги Пахимер:
| „ | „Туктаис (татарският хан Токту) стана господар на земите и тохарското (татарското) племе мина под негова власт. А малцина останаха с Чака, сина на Ногай, роден от Алака (Джайлак-хатун, една от съпругите на Ногай). Доверявайки се на тях, той нападна земята на българите (...) И тъй след смъртта на Ногай неговият син Чака, осланяйки се на тези около себе си, нападна българите, и не без основание, защото имаше за жена дъщерята на (Георги I) Тертер. Той взе със себе си брат ѝ Светослав и заедно с него пожела да подчини българите. (...) Той (Теодор Светослав) спечели с дарове симпатиите на българите и като имаше Чака за господар, с него заедно завладя Търново. След това Светослав за малко остана спокоен и като реши, че е много по-близък на българите от Чака, защото беше българин по майка (баща му Тертер беше от куманите), нахвърли се върху зет си и като го нападна коварно, предаде го на сигурни стражи. По-късно го удуши в затвора с помощта на юдейски палачи...“ | “ |

Така през 1299/1300 г. дъщерята на Георги Тертер се връща след 14 години в България.
Според някои Чака се възцарява на българския трон към 1299/1300 г. Ако тези твърдения са верни, то съпругата му дори за кратко е била царица на България. Все повече историци обаче смятат, че Чака не е бил български цар.
Според свидетелство на Пахимер Светослав:
| „ | ...се нахвърливърху зет си и като го нападна коварно, предаде го на сигурните стражи. По късно го удуши в затвора с помощта на юдейските палачи... | “ |

След убийството на Чака съдбата на съпругата му е неизвестна, но най-вероятно е живяла в Търновград с брат си Светослав Тертер. През 1306 г царят започва преговори с предводителя на Каталонската дружина Беренгар дьо Рокафорт, предлагайки му да воюва на българска страна. Светослав му обещава женитба със сестра си, вдовицата на Чака. Преговорите не дават положителен резултат.